# メイショウホムラ
メイショウホムラ（欧字名:Meisho Homura、1988年2月17日 - 2013年4月1日）は、日本の競走馬、種牡馬。主な勝ち鞍に1993年のフェブラリーハンデキャップ。1993年度のJRA賞最優秀ダートホースに選出された。馬名の由来は冠名の「メイショウ」と「焔」。馬主の松本の会社は製鋼業であり、溶鉱炉の火（焔）は絶対に必要であり、松本が「これぞ」という馬に名付けようと決めていたという。

## 戦績
1990年11月3日の京都競馬場ダート1400メートルの新馬戦でデビューし、2着トーワマサルに3秒3という大差をつけて圧勝。続く京都3歳ステークスも格上挑戦ながらソーエームテキの3着として阪神3歳ステークスに駒を進め、4番人気に支持されてレースを迎えたがイブキマイカグラの7着に終わり、レース後には骨折が判明して1年近くの休養を余儀なくされ、クラシック路線とも無縁となる。
1991年11月のダートの500万下条件戦で約11か月ぶりに戦列に復帰し、2着に7馬身差をつけ久々の勝利を挙げる。次走阪神競馬場の900万下は最下位に崩れたが、年明けて稲荷特別を勝ち1600万下の羅生門ステークスでのちの天皇賞（秋）・安田記念勝ち馬のヤマニンゼファーの2着としたあと東上、格上挑戦でフェブラリーハンデキャップに出走し、ラシアンゴールドの5着。続く自己条件、オープン特別では勝てず、骨膜炎を発症して休養に入る。900万下クラスに降級ののち夏の小倉競馬から戦列に復帰し、休み明けの天草特別を勝って1500万下クラスに再昇級ののちは根岸ステークスへの格上挑戦を含めて3戦勝てなかったものの、11月の花園ステークスを勝ち上がってオープンクラスに上がった。
5歳を迎えた1993年はオープン特別の平安ステークスから始動してミスタートウジンの7着に終わり、3度目の東上となったフェブラリーハンデでは柴田政人を背に7番人気で出走、レースでは好位から抜け出し2着シンワコウジに2馬身2分の1差をつけて重賞初勝利を成し遂げた。フェブラリーハンデのあと、京葉ステークス、栗東ステークス、武蔵野ステークスとダートのオープン特別を3連勝するが、阪神3歳ステークス以来の芝レースとなった阪急杯では3番人気に支持されるも12頭立ての最下位に終わった。休養を挟み10月の神無月ステークスを勝ったが、次走の根岸ステークスは1番人気もプロストラインの6着に終わる。1993年は芝重賞の阪急杯は別として、年明け初戦と最終戦を取りこぼしながらもフェブラリーハンデを含んでダートのオープンクラスの競走で5勝を記録し、1993年度のJRA賞最優秀ダートホースに選出された。その後は長期休養に入り、約1年ののち戦列に復帰して2戦するも2戦とも最下位に終わり、引退した。

## 競走成績
以下の内容は、netkeiba.com、JBISサーチに基づく。
| 年月日     | 競馬場 | 競走名        | 格   | 距離（馬場）  | 頭 数 | 枠 番 | 馬 番 | オッズ（人気） | 着順 | タイム （上り3F/4F） | 着差 | 騎手     | 斤量 （kg） | 勝ち馬/（2着馬）       |
| ---------- | ------ | ------------- | ---- | ------------- | ----- | ----- | ----- | -------------- | ---- | -------------------- | ---- | -------- | ----------- | ---------------------- |
| 1990.11.03 | 京都   | 3歳新馬       |      | ダ1400m（良） | 13    | 8     | 13    | 01.8（1人）    | 1着  | 1:25.2 (49.6)        | -3.3 | 南井克巳 | 54          | （トーワマサル）       |
| 0000.11.18 | 京都   | 京都3歳S      | OP   | 芝1800m（良） | 8     | 1     | 1     | 03.5（2人）    | 3着  | 1:49.4 (48.6)        | -0.3 | 村本善之 | 54          | ソーエームテキ         |
| 0000.12.09 | 京都   | 阪神3歳S      | GI   | 芝1600m（良） | 13    | 7     | 10    | 09.1（4人）    | 7着  | 1:35.7 (48.8)        | -1.3 | 猿橋重利 | 54          | イブキマイカグラ       |
| 1991.11.23 | 京都   | 4歳上500万下  |      | ダ1200m（良） | 10    | 7     | 8     | 01.5（1人）    | 1着  | 1:11.2 (47.7)        | -1.2 | 村本善之 | 55          | （プレーリーラブ）     |
| 0000.12.14 | 阪神   | 4歳上500万下  |      | ダ1400m（良） | 13    | 8     | 13    | 01.5（1人）    | 13着 | 1:30.2 (55.3)        | -3.2 | 村本善之 | 55          | バンブールミエール     |
| 1992.01.12 | 京都   | 稲荷特別      | 900  | ダ1200m（稍） | 16    | 6     | 11    | 01.7（1人）    | 1着  | 1:10.7 (47.0)        | -0.9 | 南井克巳 | 56          | （カルストンセイコー） |
| 0000.02.02 | 京都   | 羅生門S       | 1500 | ダ1200m（稍） | 13    | 1     | 1     | 01.7（1人）    | 2着  | 1:10.9 (47.2)        | -0.1 | 南井克巳 | 56          | ヤマニンゼファー       |
| 0000.02.22 | 東京   | フェブラリーH | GIII | ダ1600m（良） | 16    | 4     | 8     | 10.3（6人）    | 5着  | 1:36.0 (37.4)        | -0.6 | 松永幹夫 | 54          | ラシアンゴールド       |
| 0000.03.29 | 中山   | アクアマリンS | 1500 | ダ1200m（重） | 13    | 1     | 1     | 02.1（1人）    | 2着  | 1:09.8 (35.9)        | -0.6 | 武豊     | 56          | ナイスラーク           |
| 0000.04.25 | 京都   | 栗東S         | OP   | ダ1400m（良） | 16    | 3     | 5     | 03.9（2人）    | 6着  | 1:23.7 (49.0)        | -0.7 | 武豊     | 54          | ディープグローリー     |
| 0000.08.02 | 小倉   | 天草特別      | 900  | ダ1700m（良） | 12    | 1     | 1     | 01.6（1人）    | 1着  | 1:48.4 (40.5)        | -0.6 | 佐伯清久 | 57          | （サンダーリズム）     |
| 0000.08.22 | 小倉   | 阿蘇S         | 1500 | ダ1700m（重） | 8     | 3     | 3     | 02,7（2人）    | 2着  | 1:47.0 (39.5)        | -1.2 | 佐伯清久 | 57          | マキバスクリーン       |
| 0000.10.25 | 京都   | 貴船S         | 1500 | ダ1400m（良） | 16    | 2     | 4     | 01.9（1人）    | 2着  | 1:24.5 (48.7)        | -0.1 | 南井克巳 | 57          | エイシンオレゴン       |
| 0000.11.07 | 東京   | 根岸S         | GIII | ダ1200m（良） | 14    | 8     | 14    | 05.4（3人）    | 5着  | 1:11.5 (36.2)        | -0.5 | 南井克巳 | 56          | ハッピィーギネス       |
| 0000.11.28 | 京都   | 花園S         | 1500 | ダ1400m（良） | 16    | 1     | 1     | 03.0（1人）    | 1着  | 1:23.9 (49.3)        | -0.1 | 南井克巳 | 58          | （メモリーベンチャー） |
| 1993.01.17 | 京都   | 平安S         | OP   | ダ1400m（重） | 15    | 1     | 1     | 05.9（4人）    | 7着  | 1:23.8 (49.3)        | -0.6 | 南井克巳 | 55          | ミスタートウジン       |
| 0000.02.20 | 東京   | フェブラリーH | GIII | ダ1600m（良） | 16    | 8     | 15    | 20.1（7人）    | 1着  | 1:35.7 (35.8)        | -0.4 | 柴田政人 | 55          | （シンワコウジ）       |
| 0000.03.13 | 中山   | 京葉S         | OP   | ダ1800m（良） | 11    | 8     | 10    | 02.4（1人）    | 1着  | 1:51.5 (37.7)        | -0.2 | 柴田政人 | 57          | （ユウユウサンボーイ） |
| 0000.04.24 | 京都   | 栗東S         | OP   | ダ1400m（不） | 13    | 3     | 3     | 04.3（3人）    | 1着  | 1:22.9 (36.5)        | -0.0 | 松永幹夫 | 58          | （ヒデノリード）       |
| 0000.05.15 | 東京   | 武蔵野S       | OP   | ダ1600m（重） | 13    | 7     | 11    | 04.8（2人）    | 1着  | 1:35.3 (35.4)        | -0.0 | 的場均   | 59          | （トーシンイーグル）   |
| 0000.06.06 | 阪神   | 阪急杯        | GIII | 芝1400m（良） | 12    | 3     | 3     | 13.5（3人）    | 12着 | 1:28.4 (41.4)        | -4.3 | 松永幹夫 | 58          | レガシーフィールド     |
| 0000.10.09 | 東京   | 神無月S       | OP   | ダ1600m（重） | 10    | 6     | 6     | 03.6（2人）    | 1着  | 1:38.7 (38.5)        | -0.1 | 柴田政人 | 59          | （エスジービアンカ）   |
| 0000.11.06 | 東京   | 根岸S         | GIII | ダ1200m（良） | 16    | 7     | 14    | 03.6（1人）    | 6着  | 1:13.0 (37.8)        | -0.7 | 柴田政人 | 59          | プロストライン         |
| 1994.10.08 | 東京   | 神無月S       | OP   | ダ1600m（良） | 8     | 2     | 2     | 11.5（5人）    | 8着  | 1:41.5 (41.7)        | -3.2 | 柴田善臣 | 60          | フジノマッケンオー     |
| 0000.11.05 | 東京   | 根岸S         | GIII | ダ1200m（良） | 13    | 2     | 2     | 43.8（8人）    | 13着 | 1:13.1 (37.0)        | -2.2 | 柴田善臣 | 59          | フジノマッケンオー     |

## 引退後
引退後は、重賞を1勝したのみという競走実績ながら馬主の厚意もあって、日高町の日西牧場で種牡馬となる。種付け頭数には恵まれていないが、数少ない産駒の中からメイショウバトラーが小倉大賞典などの重賞を制するという活躍を見せた。2008年の種付けを最後に種牡馬を引退し、以降は日西牧場で功労馬として余生を送っていたが、2013年4月1日、同牧場で老衰のため死亡した。

### 主な産駒
- 2000年生
  - メイショウバトラー（2004年小倉大賞典、2006年プロキオンステークス、サマーチャンピオン、シリウスステークス、2007年かきつばた記念、さきたま杯、スパーキングレディーカップ、クラスターカップ、2008年・2009年マリーンカップ）[10]

## 血統表
| メイショウホムラの血統                             | メイショウホムラの血統                       | メイショウホムラの血統           | （血統表の出典）                 | （血統表の出典） |
| 父系                                               | ネヴァーベンド系（ナスルーラ系）             | ネヴァーベンド系（ナスルーラ系） | ネヴァーベンド系（ナスルーラ系） | [ § 2 ]          |
| 父 *ブレイヴェストローマン Bravest Roman 1972 鹿毛 | 父の父Never Bend 1960 鹿毛                   | Nasrullah                        | Nearco                           | Nearco           |
| 父 *ブレイヴェストローマン Bravest Roman 1972 鹿毛 | 父の父Never Bend 1960 鹿毛                   | Nasrullah                        | Mumtaz Begum                     |                  |
| 父 *ブレイヴェストローマン Bravest Roman 1972 鹿毛 | 父の父Never Bend 1960 鹿毛                   | Lalun                            | Djaddah                          | Djaddah          |
| 父 *ブレイヴェストローマン Bravest Roman 1972 鹿毛 | 父の父Never Bend 1960 鹿毛                   | Lalun                            | Be Faithful                      |                  |
| 父 *ブレイヴェストローマン Bravest Roman 1972 鹿毛 | 父の母Roman Song 1955 鹿毛                   | Roman                            | Sir Gallahad III                 | Sir Gallahad III |
| 父 *ブレイヴェストローマン Bravest Roman 1972 鹿毛 | 父の母Roman Song 1955 鹿毛                   | Roman                            | Buckup                           |                  |
| 父 *ブレイヴェストローマン Bravest Roman 1972 鹿毛 | 父の母Roman Song 1955 鹿毛                   | Quiz Song                        | Sun Again                        | Sun Again        |
| 父 *ブレイヴェストローマン Bravest Roman 1972 鹿毛 | 父の母Roman Song 1955 鹿毛                   | Quiz Song                        | Clever Song                      |                  |
| 母 メイショウスキー 1981 鹿毛                      | 母の父マルゼンスキー 1974 鹿毛               | Nijinsky                         | Northern Dancer                  | Northern Dancer  |
| 母 メイショウスキー 1981 鹿毛                      | 母の父マルゼンスキー 1974 鹿毛               | Nijinsky                         | Flaming Page                     |                  |
| 母 メイショウスキー 1981 鹿毛                      | 母の父マルゼンスキー 1974 鹿毛               | *シル Shill                      | Buckpasser                       | Buckpasser       |
| 母 メイショウスキー 1981 鹿毛                      | 母の父マルゼンスキー 1974 鹿毛               | *シル Shill                      | Quill                            |                  |
| 母 メイショウスキー 1981 鹿毛                      | 母の母*フェアリーテイル Fairy Tale 1961 鹿毛 | *Sicambre                        | Prince Bio                       | Prince Bio       |
| 母 メイショウスキー 1981 鹿毛                      | 母の母*フェアリーテイル Fairy Tale 1961 鹿毛 | *Sicambre                        | Sif                              |                  |
| 母 メイショウスキー 1981 鹿毛                      | 母の母*フェアリーテイル Fairy Tale 1961 鹿毛 | Fee Royale                       | Vatellor                         | Vatellor         |
| 母 メイショウスキー 1981 鹿毛                      | 母の母*フェアリーテイル Fairy Tale 1961 鹿毛 | Fee Royale                       | RoyaleF-No.4-j                   |                  |
| 母系(F-No.)                                        | フエアリーテイル(BEL)系(FN:4-j)              | フエアリーテイル(BEL)系(FN:4-j)  | フエアリーテイル(BEL)系(FN:4-j)  | [ § 3 ]          |
| 5代内の近親交配                                    | 5代内アウトブリード                          | 5代内アウトブリード              | 5代内アウトブリード              | [ § 4 ]          |
| 出典                                               | 1. 2. 3. 4.                                  | 1. 2. 3. 4.                      | 1. 2. 3. 4.                      | 1. 2. 3. 4.      |

- 近親にアインブライド（阪神3歳牝馬ステークス）、メイショウスザンナ（クイーンステークス）[12]。